# 日本だじゃれ活用協会
日本だじゃれ活用協会（にほんだじゃれかつようきょうかい）は、神奈川県川崎市高津区に所在する一般社団法人である。『だじゃれは世界を救う！』を合言葉に、だじゃれを活用して世の中に笑顔と希望を拡げる活動をしているダジャレンジャーによって組織されている。

## だじゃれとオヤジギャグの違い
だじゃれには「愛がある（相手中心）」。オヤジギャグは「自己中心的、自己満足」。

## だじゃれの日
一般社団法人日本だじゃれ活用協会が制定した記念日で、日付は9月1日。「ク（9）リエイティブかつイ（1）ンパクト」があるだじゃれは、人と人とのコミュニケーションをより豊かなものにしてくれる「無形文化遊具」であり、だじゃれが秘める無限の「吸（9）引（1）力」を活かし、生活に彩りと潤いをもたらすことで世の中に「救（9）い（1）」を届けたいとの願いが込められている。

## D1だじゃれグランプリ加須オープン

### 主催
- D1グランプリ加須オープン実行委員会
- だじゃれ活用倶楽KAZO

### 後援
- 一般社団法人日本だじゃれ活用協会
- 加須市教育委員会
- まちづくりネットワーク・かぞ

### 参加資格
- 小学生以上、年齢上限なし。負けても泣かないのが条件。

### 競技方式
- 試合は、2名で対戦する。紅白に分かれ、礼から始まる。
- その場で出された「お題」の だじゃれを30秒間で考え、紙に書く。
- 順番に紙を掲げ、読み上げて披露する。
- 勝敗は、3名の審判（主審・副審2名）の旗判定により決定する。
- トーナメント方式で勝ち進み、優勝者を決定する。

### D1だじゃれグランプリ2022
優勝（金メダイ）
三遊亭とむ（落語家）
2位（銀メダイ）
池田裕美子（加須市会議員）
3位（銅メダイ）
かとう唯（ミュージカル女優／だじゃれアンバサダー）

### D1だじゃれグランプリ2023
優勝（金メダイ）
キューティーみく（フェリス女学院大学）
2位（銀メダイ）
かとう唯（ミュージカル女優／だじゃれアンバサダー）
3位（銅メダイ）
松川道之（加須市／フォークバンドオクターヴ）

### D1だじゃれグランプリ2024
優勝（金メダイ）
かとう唯（ミュージカル女優／だじゃれアンバサダー）
2位（銀メダイ）
エース田中（フェリス女学院大学 OG）
3位（銅メダイ）
パインの実（加須市／小学6年生）

### D1だじゃれグランプリ2025
優勝（金メダイ）
愛多々タキコ （草加市）
2位（銀メダイ）
みんなのアイドルラミー（さいたま市）
3位（銅メダイ）
金輪際ポコ次郎（越谷市）

## 事業内容
1. だじゃれ活用に関する各種イベントの企画および運営業務
2. だじゃれ活用に関するセミナー，講演および書籍出版業務
3. だじゃれ活用に関するコンサルティング業務
4. だじゃれ活用に関する資格制度の創設，運営および認定業務
5. だじゃれに関連する製品の通信販売業務（インターネット等の利用を含む）

## 沿革
- 2013年
  - 6月 - 「だじゃれは世界を救う!」開設
  - 8月 - 第1回「ダジャーレdeござ〜る!」初開催
- 2014年
  - 2月 - 第1回「親子だじゃれ教室」初開催
  - 9月 - 一般社団法人日本だじゃれ活用協会 発足
  - 9月 - 代表理事鈴木ひでちか著『爆笑する組織－会社を強くする「だじゃれ」仕事術』発売
  - 10月 - 代表理事鈴木ひでちか"六本木ビブリオバトル 1st Anniversary Grand Prix"にて優勝
- 2015年
  - 2月 - 「ダジャーレdeござ〜る!パート2」初開催
  - 7月 - 協会公式ホームページリニューアルオープン
  - 9月 - 「ダジャーレdeござ〜る!ファシリテーター養成講座」初開催
- 2016年9月 - 「だじゃれの授業」初開催
- 2017年1月 - 「氏名は使命"Name is Mission"」初開催
- 2019年4月 - 銚子電気鉄道「鯛パニック号」をプロデュース
- 2020年
  - 3月 - 「だじゃれ道場（入門編）」初開催
  - 4月 - 「だじゃれ道場（初級編）」初開催
  - 9月 - 9月1日が「だじゃれの日」に認定される
  - 9月 - ミュージカル女優・かとう唯が「だじゃれアンバサダー」に就任
  - 9月 - 中島ピロタカ「TEDxGlobisU」で登壇

## 著書
- 爆笑する組織─会社を強くする「だじゃれ」仕事術（2014年9月11日 自由国民社）

### 寄稿
- 日経おとなのOFF 2019年01月05日発売号 - 特集 笑うだけ健康法 （2019年1月5日 日経BP）- 脳を鍛えるならだじゃれを言いなしゃれ！ 笑いを巻き起こし、みんなの脳を活性化！[3]

## 出演・監修

### テレビ
- 5時に夢中！「協会さん、いらっしゃい」（TOKYO MX、2023年7月18日）出演：中島ピロタカ
- かまいたちのオモロい協会見つけました！（テレビ東京、2022年11月23日）出演：鈴木ひでちか、中島ピロタカ、他
- lol-planets（2021年12月8日、テレビ神奈川）[4] 出演：鈴木ひでちか、かとう唯
- 天才てれびくんhello,（Eテレ、2020年12月8日）監修：中島ピロタカ、出演：かとう唯
- 飯尾和樹のぺっこり☆だじゃれ研究会（2020年2月11日、BS朝日）[5]監修：中島ピロタカ、出演：かとう唯
- モヤモヤさまぁ〜ず2（テレビ東京、2017年10月29日）
- 月曜から夜ふかし（日本テレビ、2017年8月21日）
- ダジャレ〜ヌーボー（富山テレビ放送、2017年7月21日）
- 天才てれびくんYOU（Eテレ、2017年7月5日）出演：鈴木ひでちか
- MATSUぼっち（フジテレビ、2017年5月4日）出演：鈴木ひでちか、ほか
- ゆうがたサテライト（テレビ東京、2016年12月14日）
- お好みワイドひろしま（NHK広島放送局、2016年12月8日）

### ラジオ
- ウノ山本ミッドナイトでろんず（ NACK5、2024年7月4日、11日）出演：中島ピロタカ

- 北川久仁子のbrilliant days×F（エフエム北海道、2024年4月19日）出演：中島ピロタカ
- en ∞ Voyage（エン・ボヤージュ）（東北放送、2023年11月8日）出演：中島ピロタカ

- みんなのラジオ[6]（FM-FUJI、2023年10月16日）出演：中島ピロタカ
- AIR’z69（μFM エフエム鹿児島、2023年9月1日）出演：中島ピロタカ
- MORNING BOOOOOOST「THE FOCUS」（ZIP-FM、 2023年6月6日）出演：かとう唯
- ニュースターのオールナイトニッポンPODCAST[7]（ニッポン放送、2023年4月8日）出演：中島ピロタカ
- 多田しげおの気分爽快!!〜朝からP•O•N「こんな協会ありまっせ！」[8]（CBCラジオ、2023年1月31日）出演：かとう唯
- パンサー向井の＃ふらっと「ドッキドキ！協会マッチング」（TBSラジオ、2023年1月3日）「協会おせち」監修、出演：かとう唯
- 西室真希の旅するクローゼット（Spotify、2022年10月15日）出演：かとう唯
- SUPER CAST（ZIP-FM、2022年9月20日）出演：鈴木ひでちか
- ゆったり清瀬（FMひがしくるめ、2022年9月19日）出演：髙橋 あきこ
- HAPPYパンチ！(LuckyFM 茨城放送 2022年9月1日) 出演：中島ピロタカ
- 月曜のガチャガチャした話し。[9]  （ニッポン放送、2022年7月18日）出演：中島ピロタカ＆かとう唯
- 西室真希の旅するクローゼット（Spotify、2022年6月1日）出演：中島ピロタカ
- パンサー向井の＃ふらっと「ドッキドキ！協会マッチング」（TBSラジオ、2022年5月31日）出演：中島ピロタカ＆かとう唯
- KURASEEDS「暮らしに役立つダジャレ」（J-WAVE、2022年1月19日）出演：中島ピロタカ
- オンガクノススメ（みのおFM、2021年10月5日、12日）出演：中島ピロタカ＆かとう唯
- ちょうどいいラジオ（横浜エフエム放送、2021年8月3日）出演：鈴木ひでちか
- のりぴぃ、おススメ！マンスリーパワープッシュ！（FM廿日市、2021年6月30日）出演：加藤よしたか
- The BAY☆LINE Friday「今週の気になる」（ベイエフエム、2021年6月25日）出演：中島ピロタカ
- その時、人生は変わった！（FMひがしくるめ、2021年6月24日）出演：髙橋あきこ
- 武内陶子のごごカフェ（NHKラジオ第1放送、2021年7月21日）出演：鈴木ひでちか[10]
- terminal「月曜THE TOP3」（FM-FUJI、2020年5月20日）出演：鈴木ひでちか
- Honda Smile Mission（エフエム東京、2017年1月3日）出演：鈴木ひでちか

### 雑誌
- ALBA826号（グローバルゴルフメディアグループ株式会社、2021年8月12日）-「気まずい空気はだじゃれが救う！」
- DIME 2020年8月号（小学館、2020年6月16日）
- サンデー毎日2月24日号（毎日新聞出版、2019年2月12日）-脳トレにもなる！40歳からのだじゃれ入門 サムいと言われないための5つの心得
- 日経おとなのOFF - 特集 笑うだけ健康法 （日経BP、2019年1月5日）- 脳を鍛えるならだじゃれを言いなしゃれ！ 笑いを巻き起こし、みんなの脳を活性化！
- 週刊パーゴルフ 8/7・14号（グローバルゴルフメディアグループ株式会社、2018年07月24日）-ダジャレで脳活＆コミュ力アップ
- ダ・ヴィンチ（KADOKAWA、2018年3月6日）
- 月刊BAN（教育システム、2017年5月24日）

### 新聞
- 毎日新聞「クスッと笑える会話で「不安をFun」に　日本だじゃれ活用協会とは」（2024年6月23日）[11]

- 日経MJ「だじゃれで組織を救ってくだしゃれ」（2023年5月10日）
- 毎日新聞「ダジャレで彩る日々 井上順さん、優しくなれた「難聴のおかげ」（2022年10月7日）[12]
- 東京新聞「小村井（おむらい）で小村井飯（おむらいす）」（2022年8月17日）[13]
- 「教科書を今日貸して」駄じゃれ作り、津で家族で学ぶ（中日新聞朝刊、2022年8月15日）[14]
- 読売新聞「ダジャレ世界救う！？効用全国にアピール」（神奈川版、2021年7月6日）[15]
- 産経新聞「日本の論点」（全国版、2021年3月27日）
- 朝日新聞「だじゃれは誰のためのもの テスト、返金保証…真剣体験」（全国版、2019年7月24日）
- 読売新聞「酉年 ダジャレいっぱい」（全国版、2016年12月21日）
- 東京新聞「だじゃれの授業」（2016年12月3日）
- 教育新聞「だじゃれで言葉への興味深める 表現する楽しさ体感」（2016年12月2日）[16]

### 講演
- 「だじゃれ作り方講座＆井戸端会議」（2024年6月）- WACCA池袋 、中島ピロタカ

- TEDxGlobisU 「だじゃれは世界をハッピーにする」（2020年9月）、中島ピロタカ
- 東京都医師会 都民公開講座「『フレイル・認知症』を知って、楽しく健康長寿」だじゃれde健康（2019年12月）[17] 、鈴木ひでちか

### WEB
- ヒプノシスマイク Division Study Guide（ABEMA、2021年7月30日）[18]
- ミライのアイデア（白夜書房、2020年8月26日）-ビジネスパーソンの必須スキル「だじゃれ」の本当の使い方[19]
- オトナンサー「若者にダジャレブーム到来!?「とても好き」最多は20代」（2016年12月15日）[20]

## 支部所在地
- 広島県広島市中区冨士見町12-8 第2上田ビル4F